# Ngỗng đen má trắng

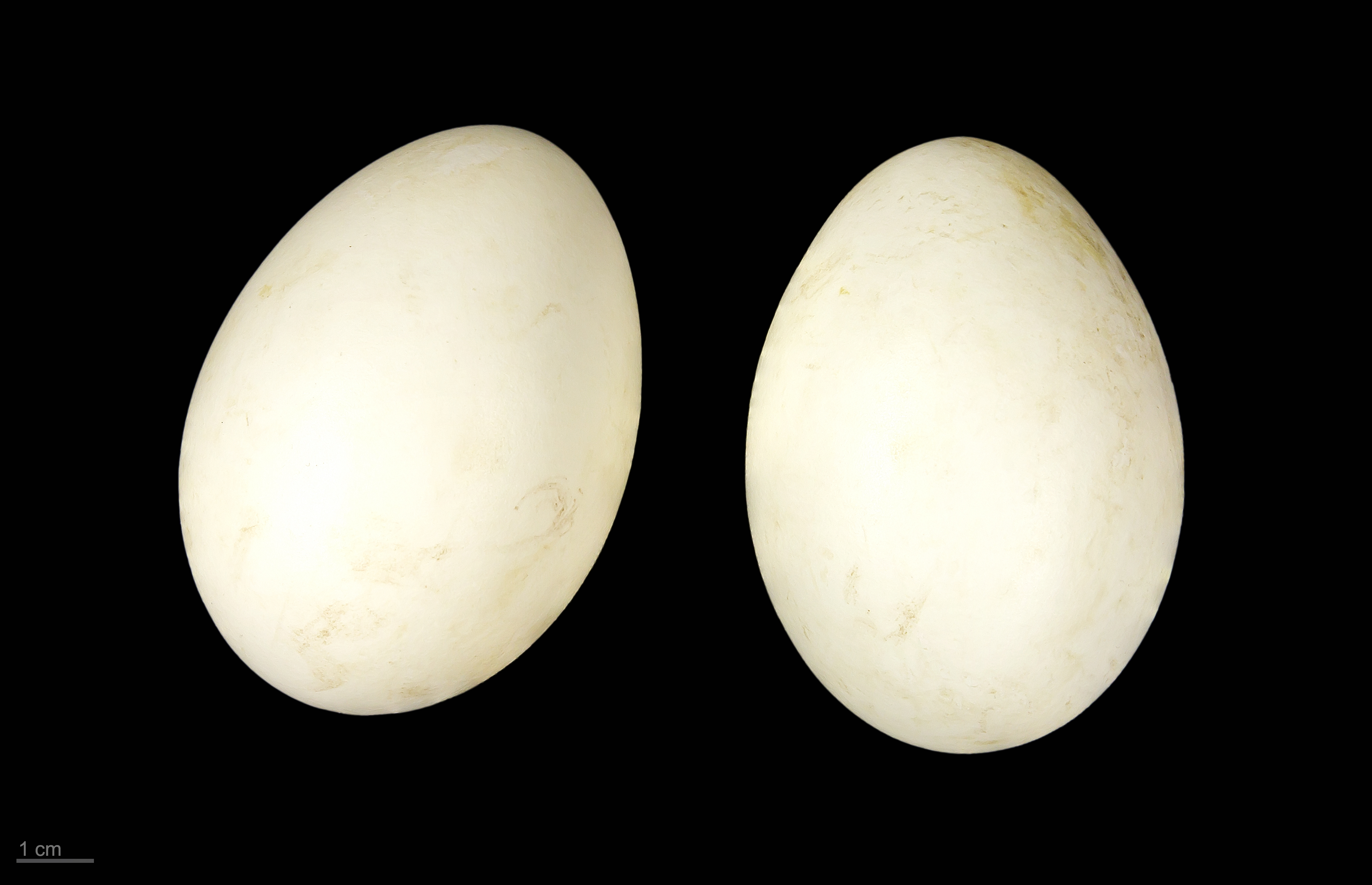
Branta leucopsis

Ngỗng đen má trắng, ngỗng đen mặt trắng hay ngỗng trời branta (tiếng Anh barnacle goose nghĩa là ngỗng hà, xuất phát từ huyền thoại của người Anh cho rằng loài ngỗng này biến hình từ con hà ngỗng), danh pháp khoa học Branta leucopsis) là một loài chim trong họ Vịt và có tập tính di cư. Đây là một loài ngỗng cỡ trung bình, dài 55–70 cm, với sải cánh từ 130–145 cm và trọng lượng cơ thể là 1,21-2,23 kg. Loài ngỗng này có khuôn mặt trắng và đầu, cổ, và ngực trên màu đen, bụng màu trắng. Đôi cánh và lưng của chúng có màu bạc xám với các thanh màu đen và trắng trông giống như chúng đang sáng khi ánh sáng phản chiếu lên nó. Trong suốt chuyến bay, một mảng màu trắng hình chữ V và lớp lót dưới cánh bạc có thể nhìn thấy được.
Loài này chủ yếu là các hòn đảo Bắc cực của Bắc Đại Tây Dương. Có ba quần thể chính, với phạm vi sinh sản riêng biệt và mùa đông lạnh.

## Phân bố

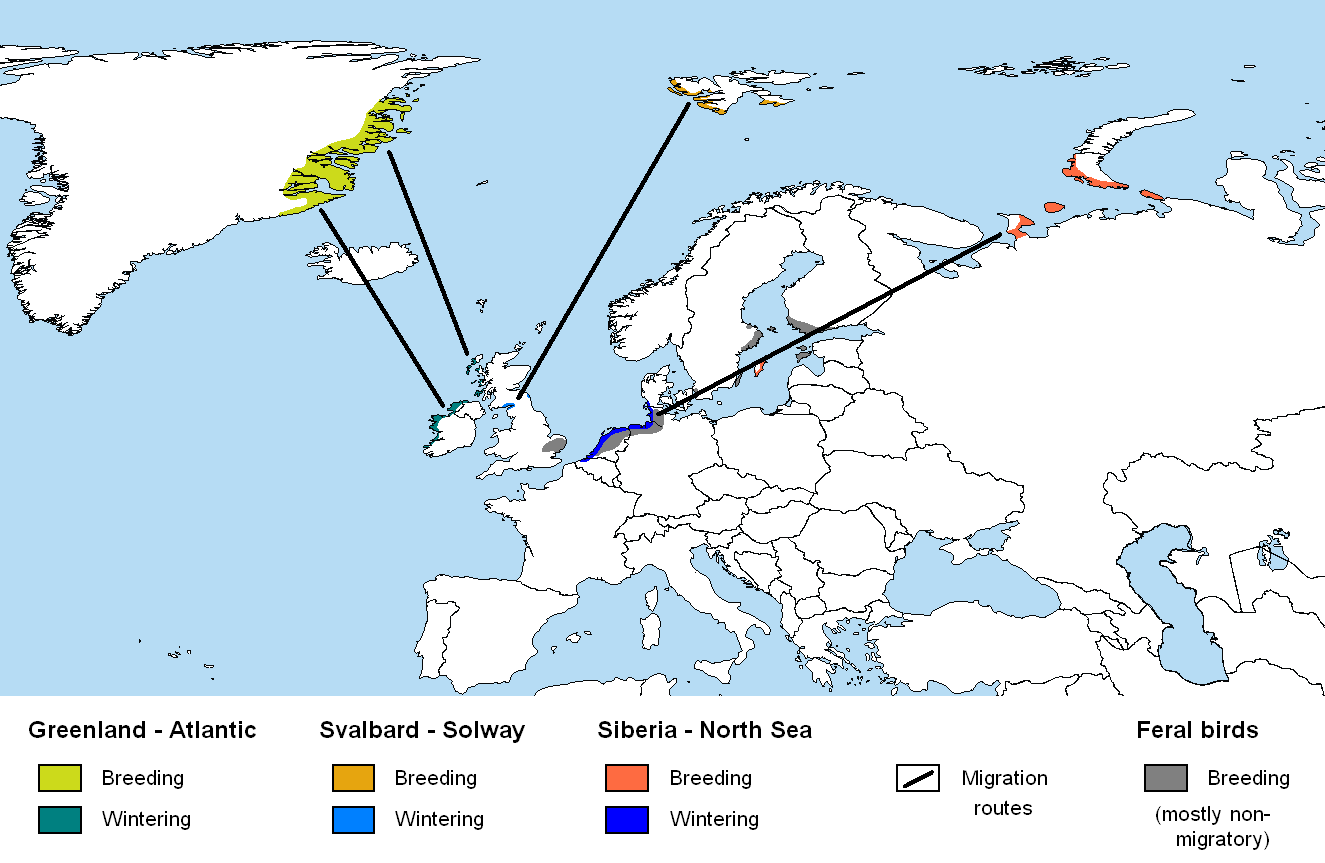
Bản đồ phân bố

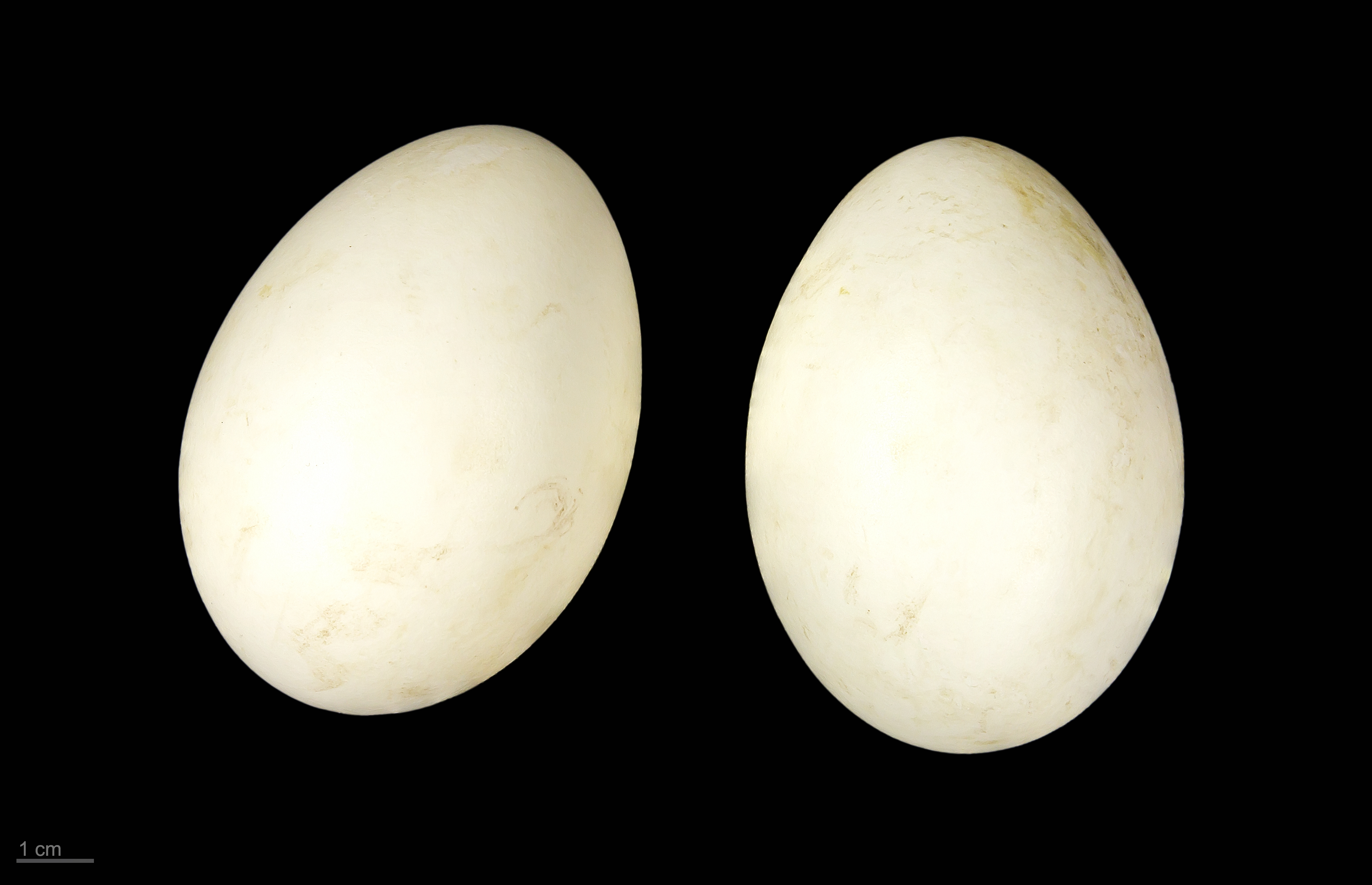
Branta leucopsis - MHNT

Ngỗng trắng má đen chủ yếu sinh sản trên các các đảo Bắc Cực của Bắc Đại Tây Dương. Có ba quần thể chính, với các phạm vi sinh sản và trú đông riêng biệt - từ tây sang đông:
- Sinh sản ở phía đông Greenland, trú đông trên Hebrides phía tây Scotland và ở phía tây Ireland, dân số khoảng 40.000
- Sinh sản ở đông nam và tây bắc Iceland, dân số khoảng 1000 con [3]
- Sinh sản ở Svalbard, Na Uy, trú đông trên Solway Firth ở biên giới Anh / Scotland, dân số khoảng 24.000 cá thể.
- Sinh sản trên Novaya Zemlya, Nga, Ukraina trú đông ở Hà Lan, dân số khoảng 130.000 cá thể.
- Một quần thể gần đây, bắt nguồn từ quần thể Novaya Zemlya, đã được thành lập kể từ năm 1975 sinh sản trên các đảo và bờ biển của Biển Baltic (Estonia, Phần Lan, Đan Mạch, và Thụy Điển), và trú đông ở Hà Lan. Dân số của nó khoảng 8.000 cá thể.

Một số lượng nhỏ các loài chim hoang, có nguồn gốc từ các cuộc trốn thoát khỏi các bộ sưu tập ở các sở thủ, cũng sinh sản ở các nước Bắc Âu khác. Đôi khi, một con chim hoang dã xuất hiện ở Đông Bắc Hoa Kỳ hoặc Canada, nhưng phải cẩn thận để tách chim hoang dã khỏi những cá thể trốn thoát, vì ngỗng đen má trắng là loài chim nước phổ biến với những người sưu tầm.

## Hành vi
Loài thường làm tổ trên các vách đá, cách mặt đất hàng chục mét để tránh bị các kẻ thù ăn thịt, chẳng hạn như cáo Bắc cực. Loài ngỗng này chỉ ăn cỏ và do ngỗng bố mẹ không kiếm thức ăn nuôi con, nên cách duy nhất để các chú ngỗng trời non sinh tồn là tự mình nhảy xuống bãi cỏ phía dưới. Các con ngỗng bố mẹ sẽ cất tiếng kêu khuyến khích những đứa con sơ sinh của chúng mạo hiểm vượt qua một trong những thử thách sinh tồn khắc nghiệt nhất trong thế giới tự nhiên. Do không có đôi cánh đủ cường tráng để bay xuống dưới vách núi, cơ hội sống sót duy nhất của các con ngỗng mới nở là lao xuống như nhảy dù. Cách các con ngỗng sơ sinh chạm đất sẽ quyết định chúng sống hay chết. Nếu may mắn bật nảy bằng phần bụng có lông tơ mềm mịn khi rơi xuống, các con chim non này nhiều khả năng sẽ sống sót. Chúng sẽ đoàn tụ cùng bố mẹ ở một sườn núi thấp ở phía dưới, sau đó cùng chạy trốn những loài săn mồi.
Cáo Bắc Cực bị thu hút bởi tiếng ồn do ngỗng bố mẹ tạo ra trong thời gian này, và bắt giữ nhiều con ngỗng con bị chết hoặc bị thương.  Cáo cũng rình rập con non khi chúng được bố mẹ dẫn đến các khu vực kiếm ăn ở vùng đất ngập nước. Do những khó khăn này, chỉ 50% ngỗng con sống sót sau tháng đầu tiên.